# Organisation pour l'interdiction des armes chimiques
L'Organisation pour l'interdiction des armes chimiques (OIAC ; en anglais : Organisation for the prohibition of chemical weapons, OPCW) est une organisation internationale qui veille à la bonne application de la 
Convention sur l'interdiction de la mise au point, de la fabrication, du stockage et de l'emploi des armes chimiques et sur leur destruction (nom officiel, aussi appelée Convention sur l'interdiction des armes chimiques) par les États membres signataires. Créée le 29 avril 1997, elle est basée à La Haye ; son laboratoire se trouve à Ryswick aux Pays-Bas.

## Contexte historique
La Convention sur les armes chimiques a été adoptée par la Conférence des Nations unies sur le désarmement à sa 635e session plénière, tenue le 3 septembre 1992 à Genève.
L'Assemblée générale, composée de tous les membres des Nations unies, par sa résolution A/RES/47/39 du 30 novembre 1992, a pris acte avec satisfaction de la Convention et accueilli favorablement l'invitation du président de la République française à une cérémonie de signature de la Convention à Paris le 13 janvier 1993.
L'OIAC a été créée le 29 avril 1997, dès l'entrée en vigueur de la Convention. À cette date, 151 États membres signent la Convention et rejoignent l'Organisation. Au 1er mars 2022, la Convention compte 166 États signataires et 193 États parties.

## Objectifs
L'OIAC est chargée de mettre en œuvre la Convention sur l'interdiction des armes chimiques. Son but est d'arriver à éliminer toute arme chimique du monde pour « contribuer à la sécurité et à la stabilité internationales, au désarmement général et complet et au développement économique mondial ». Les États membres signataires de la Convention devant détruire, dans un délai de 10 à 15 ans, toutes armes chimiques existantes, l'OIAC peut superviser leurs installations militaires. Elle surveille la conformité de certaines activités de l'industrie chimique afin de prévenir et minimiser les risques de diversion militaire. Elle protège et assiste les pays qui pourraient éventuellement faire l'objet d'une menace d'utilisation des armes chimiques (de la part d'un autre pays ou de terroristes). Elle ménage un cadre pour que les États membres puissent se consulter et coopérer pacifiquement. Enfin elle milite pour la coopération internationale pour une utilisation non-violente de la chimie et elle tente de faire signer la Convention aux pays non-adhérents.
Pour vérifier l'exactitude des déclarations des États membres sur leurs installations, l'OIAC est habilitée à envoyer des inspecteurs sur place. Elle peut aussi confirmer la destruction des armes chimiques.
L'OIAC tient à appliquer les dispositions de la Convention de manière égale à tous les États membres.
Le 7 juillet 2023, l'OIAC a surveillé la destruction de 72 304,34 t d'armes chimiques déclarés par les pays signataires en 1997. Les dernières étant des munitions américaines au dépôt chimique de Pueblo et déclare qu'il s'agit de l'intégralité de ceux-ci,.

## Organisation

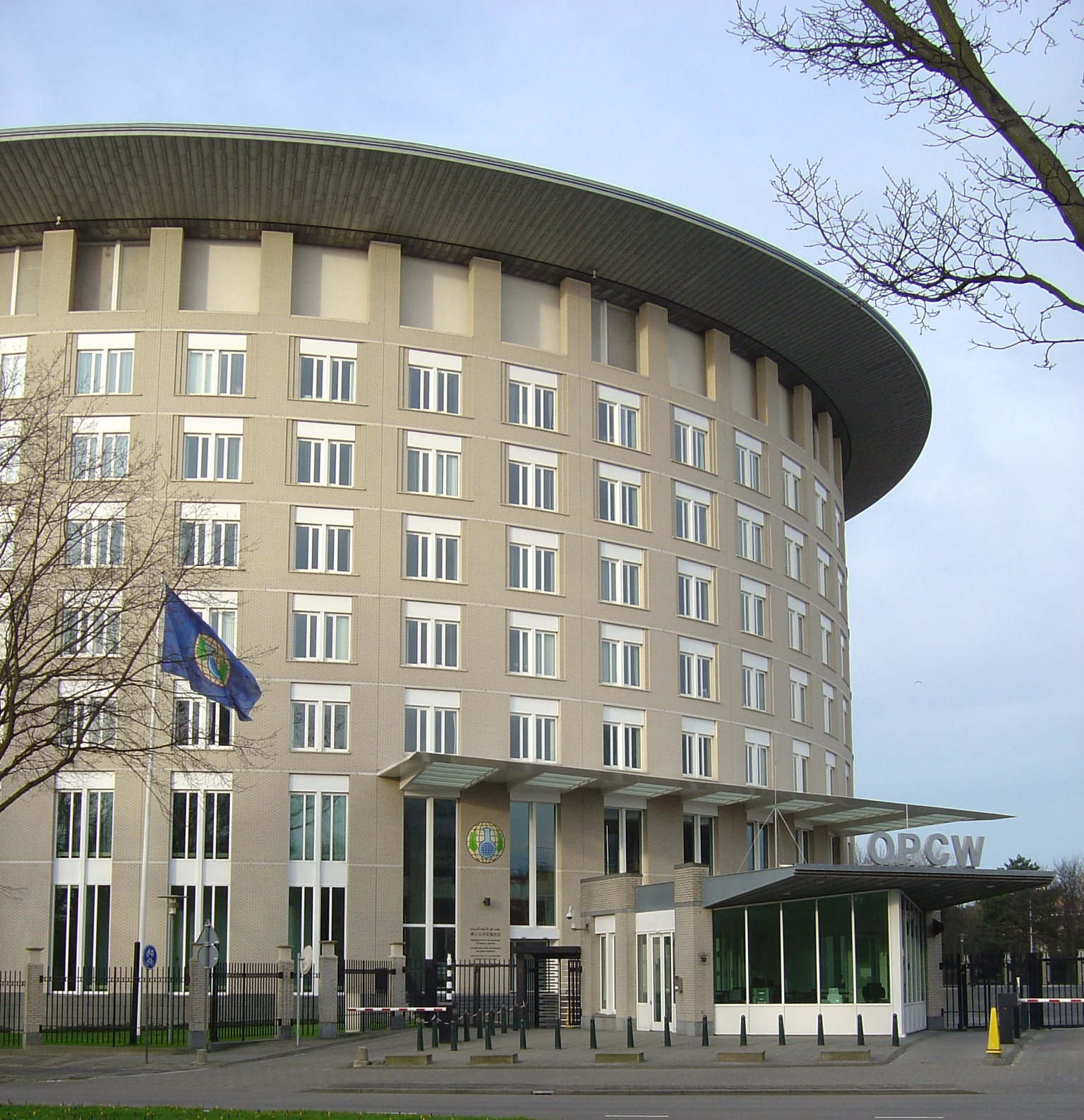
Siège de l'OIAC à La Haye.

L'OIAC est constituée de trois organes :
- La conférence des États parties : Organe plénier et directeur. Composée de tous les États membres, elle tient une session ordinaire annuelle et au besoin, des sessions extraordinaires dont font partie les sessions d'examen de la Convention tous les 5 ans. Elle admet des observateurs (p.ex. représentants de l'ONU, des États non-membres, des ONG).
- Le conseil exécutif : organe exécutif responsable devant la conférence. Composé des représentants de 41 États membres (élus pour 2 ans, selon un principe de rotation suivant une clef de représentation géographique), il tient trois sessions ordinaires annuelles (habituellement en mars, en juillet et en octobre) et plus fréquemment des réunions ou des consultations officieuses.
- Le secrétariat technique : qui aide la conférence et le conseil exécutif à s'acquitter de leurs fonctions. Composé d'environ 470 fonctionnaires (471 en 2017, sans les stagiaires et les employés sous le régime des accords de services spéciaux), il est chargé des activités quotidiennes de mise en œuvre de la Convention, notamment des inspections.

Les 192 pays membres financent le budget annuel de 65 millions d'euros de l'organisation en fonction de la taille de leur économie (certains pays contribuent seulement à hauteur de quelques centaines d'euros).
Le secrétariat technique emploie 471 fonctionnaires (dont 96 inspecteurs en 2017) de 70 nationalités différentes et a comme l'ONU, six langues officielles (l'anglais, l'arabe, le chinois, l'espagnol, le français et le russe).

### Suspension des droits de la Syrie
Le 21 avril 2021, pour la première fois, un pays membre de l'OIAC voit ses droits suspendus. La Syrie, qui avait été poussée à rejoindre l'OIAC en 2013 par la Russie afin d'éviter des représailles à la suite du massacre de la Ghouta, est suspendue pour avoir violé ses engagements : production et utilisation répétée d'armes chimiques (sarin et chlore) sur des populations civiles et non-déclaration de stocks et de lieux de productions d'armes chimiques. La suspension sera levée lorsque les États membres auront accès à une déclaration complète,,.

## Mécanismes d'inspection
L'organisation possède trois types d'inspection:
1. Les inspections de routine : Par les articles IV et V de la Convention sur l'interdiction des armes chimiques (CIAC), les États parties sont tenus de donner un accès entier à tous stocks d'armes chimiques aux inspecteurs de l'OIAC.
2. Les inspections par mise en demeure : Tout État partie peut demander au secrétariat de l'OIAC de procéder à une enquête sur place sur tout ou partie du territoire d'un autre État partie afin de clarifier et résoudre toute question concernant une non conformité possible avec la CIAC. Les États parties n'ont pas le droit de refuser une inspection par mise en demeure.
3. Les enquêtes sur des allégations d'emploi d'armes chimiques : Ce type d'enquête peut être déclenché de deux façons : soit par demande d'inspection par mise en demeure, soit par requête d'une demande d'assistance auprès du directeur général conformément à l'article X, c'est-à-dire lorsque l'État requérant a été la cible d'une arme chimique présumée, soit lorsque des agents de lutte antiémeute sont présumés avoir été utilisés contre l'État requérant comme moyen de guerre.

À noter que l'OIAC est la seule organisation internationale légalement tenue de maintenir en réserve des experts pleinement formés et équipés pour enquêter sur des allégations d'emploi d'armes chimiques.
L'OIAC peut également agir dans les cas où l'allégation d'usage d'armes chimiques concerne un État qui n'est pas partie à la CIAC ou lorsque cela concerne des lieux qui ne sont pas placés sous contrôle d'aucun État partie, en collaborant avec l'ONU.

## Financement
L'OIAC est financée par les contributions des États membres selon le barème des quotes-parts de l'ONU, ajusté compte tenu des différences entre le nombre des États membres de l'ONU et celui des États membres de l'OIAC. Le budget annuel s'élève à 65 millions d'euros.

## Directeurs généraux
| Dates       | Directeur général |
| ----------- | ----------------- |
| 1997-2002   | José Bustani      |
| 2002-2010   | Rogelio Pfirter   |
| 2010-2018   | Ahmet Üzümcü      |
| depuis 2018 | Fernando Arias,   |

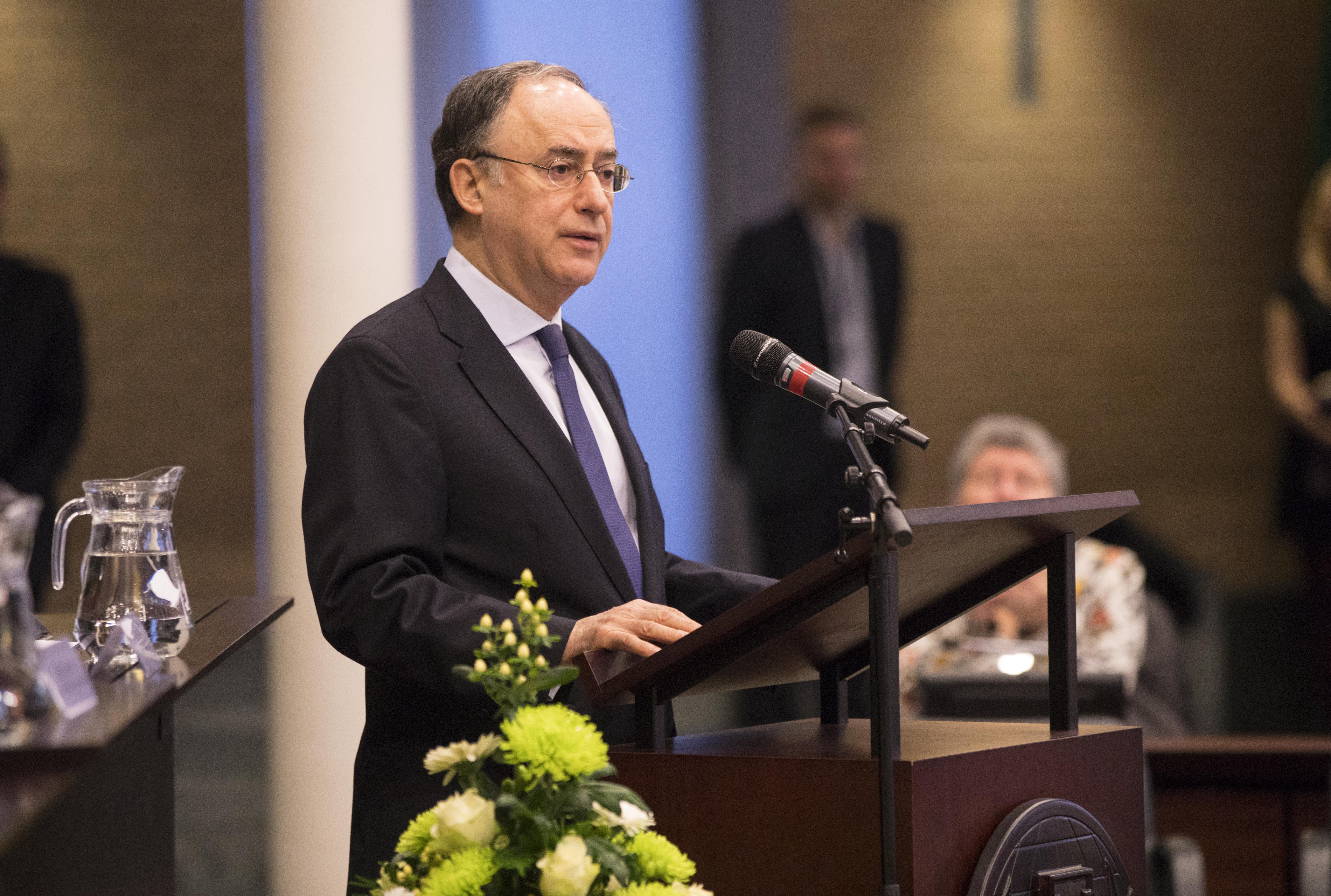
Fernando Arias (en 2018), directeur général depuis juillet 2018

Le directeur général est chargé de l'organisation et du fonctionnement du conseil scientifique consultatif. Il est le chef du secrétariat technique. C'est lui qui nomme les membres du personnel et qui établit à titre temporaire les groupes de travail d'experts scientifiques. Il transmet des rapports d'inspection après les inspections par mise en demeure et informe le conseil exécutif de la non-exécution éventuelle d'obligations constatées pendant d'autres inspections.

## Récompenses
Le Prix Nobel de la paix est décerné à l'OIAC le 11 octobre 2013 à Oslo (Norvège) pour « ses efforts étendus visant à éliminer les armes chimiques ». À cette date, l'OIAC mène une mission de démantèlement de l'arsenal chimique du régime du président syrien Bachar al-Assad.

## Condamnation par le Tribunal international du travail
En 2002, les États-Unis convoquent une session extraordinaire de la Conférence des États Parties de l'OIAC afin de demander la révocation de José Bustani, alors directeur général de l'OIAC. Bustani est révoqué à l'issue du vote, tenu le 22 avril 2002 : 48 États ayant voté pour, 7 contre et 43 s'étant abstenus,. Par la suite, Bustani accuse les États-Unis d'avoir provoqué sa destitution parce qu'il était parvenu à convaincre Saddam Hussein de ratifier la Convention sur l'interdiction des armes chimiques, ce qui impliquait l'inspection de l'arsenal irakien par les enquêteurs de l'OIAC et aurait contrarié le projet américain d'une invasion de l'Irak,. Il porte aussi plainte devant le Tribunal administratif de l'Organisation internationale du travail, qui, par un jugement du 16 juillet 2003, annule la révocation et condamne l'OIAC à des compensations pour dommages matériels et moraux. Bustani ne chercha pas à être réinstallé dans ses fonctions.

## Tentatives de piratages informatiques
Le 4 octobre 2018, l'OIAC déclare être victime d'« activités liées à la cybersécurité » accrues depuis le début de l'année 2018. Le même jour, les Pays-Bas annoncent avoir expulsé quatre agents russes, qui tentaient de pirater le siège de l'OIAC à La Haye dans une opération coordonnée par le GRU,,. Selon les autorités néerlandaises, les quatre agents russes avaient installé en avril 2018 — alors que l'OIAC venait de commencer à enquêter sur l'empoisonnement de Sergueï et Ioulia Skripal, au Royaume-Uni, et l'attaque chimique de Douma, en Syrie, et que la Russie craignait que l'institution ne publie des conclusions confirmant la responsabilité de la Syrie — un véhicule truffé d'équipements électroniques, de matériel d'interception et plusieurs milliers d'euros en espèces, sur le parking d'un hôtel proche du siège de l'OIAC dans le but de pirater son système informatique,,,. Les quatre agents avaient un contact à l'Ambassade de Russie aux Pays-Bas.
En juin 2021, le directeur de l'OIAC annonce au Conseil de sécurité des Nations unies que l'OIAC a été victime de cyberattaques nombreuses et sophistiquées en lien avec son travail sur la Syrie,.

## Campagne de tentative de discrédit de l'organisation
Différents groupes pro-Assad, propagandistes, médias pro-Kremlin et diplomates russes ont coopéré, entre 2018 et 2020, à discréditer le rapport de l'OIAC sur l'attaque chimique de Douma, et plus largement l'impartialité et le travail en général de l'OIAC. Parmi ces influenceurs et relais de la désinformation, on retrouve notamment le Working Group on Syria, Propaganda and Media, Vanessa Beeley, The Grayzone, quatre diplomates russes, en lien avec des membres de Wikileaks et deux anciens employés de l'OIAC,,,,,.